# Minettia infraseta
Minettia infraseta är en tvåvingeart som beskrevs av Malloch 1933. Minettia infraseta ingår i släktet Minettia och familjen lövflugor.
Artens utbredningsområde är Uruguay. Inga underarter finns listade i Catalogue of Life.